# Daurië
Daurië (Russisch: Даурия; Daoeria of Даурская земля; Daoerskaja zemlja; "Land van de Daur") is de naam voor een deel van de Transbaikal en (tot de 17e eeuw) het westelijk deel van Priamoerje. De naam is afkomstig van de Russen, die dit gebied koloniseerden vanaf het midden van de 17e eeuw en is vernoemd naar haar voormalige bewoners, de Daur. De Daur woonden hier tot het einde van de 17e eeuw en leverden hevig maar vruchteloos verzet tegen zemleprochodtsy als Jerofej Chabarov, die hier op bloedige wijze huishield. Toen Russische missionarissen naar het gebied kwamen om de Daur te bekeren tot het orthodox christendom, liet de Qing-dynastie hen uit het bereik van de Russen verplaatsen naar het zuiden, naar Heilongjiang, waar ze nog altijd wonen.
Daurië kan geografisch gezien worden onderverdeeld in drie gebieden:
- Bajkals Daurië (Bajkalskaja Daoeria), het zuidelijke deel van de Transbaikal tot aan het Jablonovygebergte;
- Selengaans Daurië (Selenginskaja Daoeria), de gebieden ten oosten van de Selenga;
- Nertsjinsks Daurië (Nertsjinskaja Daoeria), de gebieden ten oosten van het Jablonovygebergte.

Door het gebied loopt het Daurisch Gebergte en in het gebied ligt het natuurreservaat Zapovednik Daoerski.

## Flora en fauna
Verschillende planten- en diersoorten zijn naar het gebied vernoemd:
- Mesechinus dauricus - geen Nederlandse naam; Russisch: Daurische egel
- Rhododendron dauricum - geen Nederlandse naam; Duits: Daurische rhododendron
- Aziatische lariks (Larix gmelinii) - Russisch: Daurische lariks
- Baardpatrijs of Daurische patrijs (Perdix dauuricae)
- Witnekkraanvogel (Grus vipio) - Russisch: Daurische kraanvogel
- Daurische dwerghamster (Cricetulus barabensis)
- Daurische fluithaas (Ochotona dauurica)
- Daurische grondeekhoorn (Spermophilus dauricus)
- Daurische molhamster (Myospalax aspalax)
- Daurische kauw (Corvus dauuricus)
- Daurische klauwier (Lanius isabellinus)
- Daurische spreeuw (Sturnus sturninus)